# Jugoslavija na Zimskih olimpijskih igrah 1968
Socialistično federativno republiko Jugoslavijo je na Zimskih olimpijskih igrah 1968 v Grenoblu zastopalo trideset športnikov v štirih športih. 

## Alpsko smučanje
Moški
| Smučar        | Disciplina | 1. tek  | 1. tek    | 2. tek  | 2. tek    | Skupaj  | Skupaj    |
| Smučar        | Disciplina | Čas     | Uvrstitev | Čas     | Uvrstitev | Čas     | Uvrstitev |
| ------------- | ---------- | ------- | --------- | ------- | --------- | ------- | --------- |
| Blaž Jakopič  | Smuk       |         |           |         |           | 2:11,00 | 51        |
| Jože Gazvoda  | Smuk       |         |           |         |           | 2:10,51 | 47        |
| Andrej Klinar | Smuk       |         |           |         |           | 2:09,61 | 41        |
| Jože Gazvoda  | Veleslalom | 1:58,26 | 62        | 1:58,89 | 59        | 3:57,15 | 58        |
| Andrej Klinar | Veleslalom | 1:55,89 | 56        | 1:56,94 | 49        | 3:52,83 | 52        |
| Blaž Jakopič  | Veleslalom | 1:53,77 | 49        | 1:54,77 | 42        | 3:48,54 | 43        |

Moški slalom
| Smučar        | 1. tek | 1. tek    | 2. tek | 2. tek    | Skupaj        | Skupaj        | Skupaj        | Skupaj        | Skupaj        | Skupaj        |
| Smučar        | Čas    | Uvrstitev | Čas    | Uvrstitev | Čas 1         | Uvrstitev     | Čas 2         | Uvrstitev     | Skupaj        | Uvrstitev     |
| ------------- | ------ | --------- | ------ | --------- | ------------- | ------------- | ------------- | ------------- | ------------- | ------------- |
| Jože Gazvoda  | DSQ    | –         | 59,82  | 3         | Ni napredoval | Ni napredoval | Ni napredoval | Ni napredoval | Ni napredoval | Ni napredoval |
| Andrej Klinar | 58,16  | 4         | 59,36  | 2         | Ni napredoval | Ni napredoval | Ni napredoval | Ni napredoval | Ni napredoval | Ni napredoval |
| Blaž Jakopič  | 57,17  | 3         | 55,07  | 1 QF      | 54:26         | 37            | 1:03,22       | 31            | 1:57,48       | 28            |

Ženske
| Smučarka     | Disciplina   | 1. tek | 1. tek    | 2. tek | 2. tek    | Skupaj  | Skupaj    |
| Smučarka     | Disciplina   | Čas    | Uvrstitev | Čas    | Uvrstitev | Čas     | Uvrstitev |
| ------------ | ------------ | ------ | --------- | ------ | --------- | ------- | --------- |
| Majda Ankele | Downhill     |        |           |        |           | 1:52,13 | 36        |
| Majda Ankele | Giant Slalom |        |           |        |           | 2:02,44 | 29        |
| Majda Ankele | Slalom       | 43,33  | 13        | 48,27  | 10        | 1:31,60 | 12        |

## Smučarski teki
Moški
| Disciplina | Tekač          | Tekma     | Tekma     |
| Disciplina | Tekač          | Čas       | Uvrstitev |
| ---------- | -------------- | --------- | --------- |
| 15 km      | Mirko Bavče    | 53:10,7   | 45        |
| 15 km      | Janez Mlinar   | 52:54,4   | 43        |
| 15 km      | Alojz Kerštajn | 52:31,7   | 40        |
| 30 km      | Mirko Bavče    | 1'47:48,9 | 49        |
| 30 km      | Janez Mlinar   | 1'46:43,2 | 47        |
| 30 km      | Alojz Kerštajn | 1'46:09,5 | 44        |
| 50 km      | Janez Mlinar   | Ods       | –         |
| 50 km      | Alojz Kerštajn | 2'43:54,1 | 35        |

## Hokej na ledu

### Prvi krog
| Jugoslavija | 2 - 11 | Finska |

### Tolažilna skupina
| Poz | Reprezentanca | OT | Z | P | N | DG | PG | Toč |
| --- | ------------- | -- | - | - | - | -- | -- | --- |
| 9   | Jugoslavija   | 5  | 5 | 0 | 0 | 33 | 9  | 10  |
| 10  | Japonska      | 5  | 4 | 1 | 0 | 27 | 12 | 8   |
| 11  | Norveška      | 5  | 3 | 2 | 0 | 15 | 15 | 6   |
| 12  | Romunija      | 5  | 2 | 3 | 0 | 22 | 23 | 4   |
| 13  | Avstrija      | 5  | 1 | 4 | 0 | 12 | 27 | 2   |
| 14  | Francija      | 5  | 0 | 5 | 0 | 9  | 32 | 0   |

| Jugoslavija | 10 - 1 | Francija |
| Jugoslavija | 6 - 0  | Avstrija |
| Jugoslavija | 5 - 1  | Japonska |
| Jugoslavija | 9 - 5  | Romunija |
| Jugoslavija | 3 - 2  | Norveška |

### Postava
- Vratarja: Anton Gale, Rudolf Knez
- Branilci: Franc-Rado Razinger, Ivo Jan, Ivan Ratej, Viktor Ravnik, Lado Jug
- Napadalci: Franc Smolej, Bogomir Jan, Boris Renaud, Albin Felc, Viktor Tišlar, Rudi Hiti, Slavko Beravs, Miroslav Gojanović, Roman Smolej, Janez Mlakar, Ciril Klinar

## Smučarski skoki
| Skakalec        | Disciplina         | 1. skok | 1. skok | 2. skok | 2. skok | Skupaj | Skupaj    |
| Skakalec        | Disciplina         | Dolžina | Točke   | Dolžina | Točke   | Točke  | Uvrstitev |
| --------------- | ------------------ | ------- | ------- | ------- | ------- | ------ | --------- |
| Peter Eržen     | Srednja skakalnica | 73,0    | 67,6    | 70,5    | 95,6    | 163,2  | 51        |
| Marjan Mesec    | Srednja skakalnica | 73,5    | 96,9    | 69,0    | 88,2    | 170,1  | 46        |
| Marjan Pečar    | Srednja skakalnica | 76,5    | 104,7   | 61,0    | 65,4    | 185,1  | 38        |
| Ludvik Zajc     | Srednja skakalnica | 76,5    | 106,2   | 71,5    | 99,2    | 205,4  | 14        |
| Marjan Pečar    | Velika skakalnica  | 91,0    | 93,8    | 81,5    | 79,0    | 172,8  | 39        |
| Peter Štefančič | Velika skakalnica  | 94,0    | 94,0    | 85,0    | 79,4    | 173,4  | 38        |
| Peter Eržen     | Velika skakalnica  | 96,0    | 103,8   | 87,5    | 57,9    | 161,7  | 44        |
| Ludvik Zajc     | Velika skakalnica  | 96,5    | 104,0   | 93,5    | 99,8    | 203,8  | 9         |